# Nieuchwytny (film 1996)
Nieuchwytny (ang. The Glimmer Man) – amerykańska komedia sensacyjno-kryminalna z 1996 roku. Film otrzymał negatywne oceny ze strony krytyków.

## Opis fabuły
Akcja rozgrywa się w Los Angeles. Dwóch krańcowo różniących się charakterami policjantów – trzeźwy racjonalista detektyw Jim Campbell (Keenen Ivory Wayans) i miłośnik wschodu Jack Cole (Steven Seagal) prowadzi dochodzenie w sprawie psychopatycznego mordercy. Ofiarami mordercy są katolicy. Psychopata zakrada się nocą do ich mieszkań i zabija je jednym strzałem, po czym na wzór ukrzyżowanego Chrystusa przybija do ściany i nakłada korony cierniowe. Zbrodnie mają charakter rytualny. Jedną z ofiar staje się była żona Jacka Cole'a, który ma z nią dwójkę dzieci. Cole za wszelką cenę chce złapać winnego.

## Obsada
- Steven Seagal – Jack Cole
- Keenen Ivory Wayans – detektyw Jim Campbell
- Bob Gunton – Frank Deverell
- Michelle Johnson – Jessica Cole
- John M. Jackson – Donald Cunningham
- Stephen Tobolowsky – Christopher Maynard
- Peter Jason – Millie's Father
- Ryan Cutrona – kapitan Harris
- Richard Gant – detektyw Roden
- Robert Mailhouse – ochroniarz Smitha
- Johnny Strong – Johnny Deverell
- Jesse Stock – syn Cole'a
- Alexa Vega – córka Cole'a
- Nikki Cox – Millie
- Michael Tamburro – pilot helikoptera
- Wendy Robie – Melanie Sardes
- Paul Raci – Agent Wydziału Wewnętrznego
- Harris Laskaway – Coroner
- Kevin White – Agent Wydziału Wewnętrznego
- Dennis Cockrum – detektyw Tom Farrell
- Mireille Fournier – siostra Rose
- Blake Lindsley – szkolny nauczyciel
- Patricia Carraway – pani detektyw
- John Bluto – recepcjonista hotelu
- Paige Rowland – hostessa
- Fritz Coleman – on sam
- Sid Conrad – cemetery Priest
- Albert Wong – pan Lee
- George Fisher – Misha
- Nancy Yee – Mae Lee
- Michael Bryan French – rosyjski detektyw
- Viktor Ivanov – rosyjski detektyw
- John P. Gulino – prawnik
- Stacy Studen – detektyw z Nowego Jorku
- Stephen Mills – Hostage Priest
- Bibi Osterwald – kobieta w Ovington Arms
- George Couts – Ghetto Kid
- Susan Reno – pani Roslov
- Freda Foh Shen – technik od wykrywacza kłamstw
- Richard Tanner – Lento Maitre
- Ellis Williams – brat Gaglio
- Brian Cox – pan Smith

## Informacje dodatkowe
Steven Seagal jest autorem dwóch piosenek, które pojawiły się na ścieżce dźwiękowej („Bulletproof” i „Snake”) wykonane przez Jeff Healey i Taj Mahal. Film został zrealizowany w Los Angeles i zarobił 20 351 264 dolarów w Północnej Ameryce, podczas gdy koszta produkcji filmu wyniosły 45 milionów dolarów.